# Busscar
Busscar Ônibus S.A. — бразильський виробник усіх типів автобусів, від особливо малого класу до особливо великого, а також тролейбусів. Функціонував з 1946 року по 2012.
Micro Buss — найменший автобус фірми, завдовжки 6,5 метра.
Urbanuss — серія міських автобусів у двохосьовому та трьохосьовому (зчленовані) варіанті.
EL Buss — міжміські автобуси на різноманітних шасі.
Jum Buss і Vista Buss — двох- і тривісні туристичні автобуси з високим дахом.
Panoramico DD — туристичні двоповерхові автобуси, які є флагманом фірми. Вони
виготовляються в різних варіантах довжини: від 13,2 до 15 метрів, трьох-і чотиривісні.
Busscar для своїх автобусів використовує шасі Mercedes-Benz, Scania, Volvo.

## Галерея

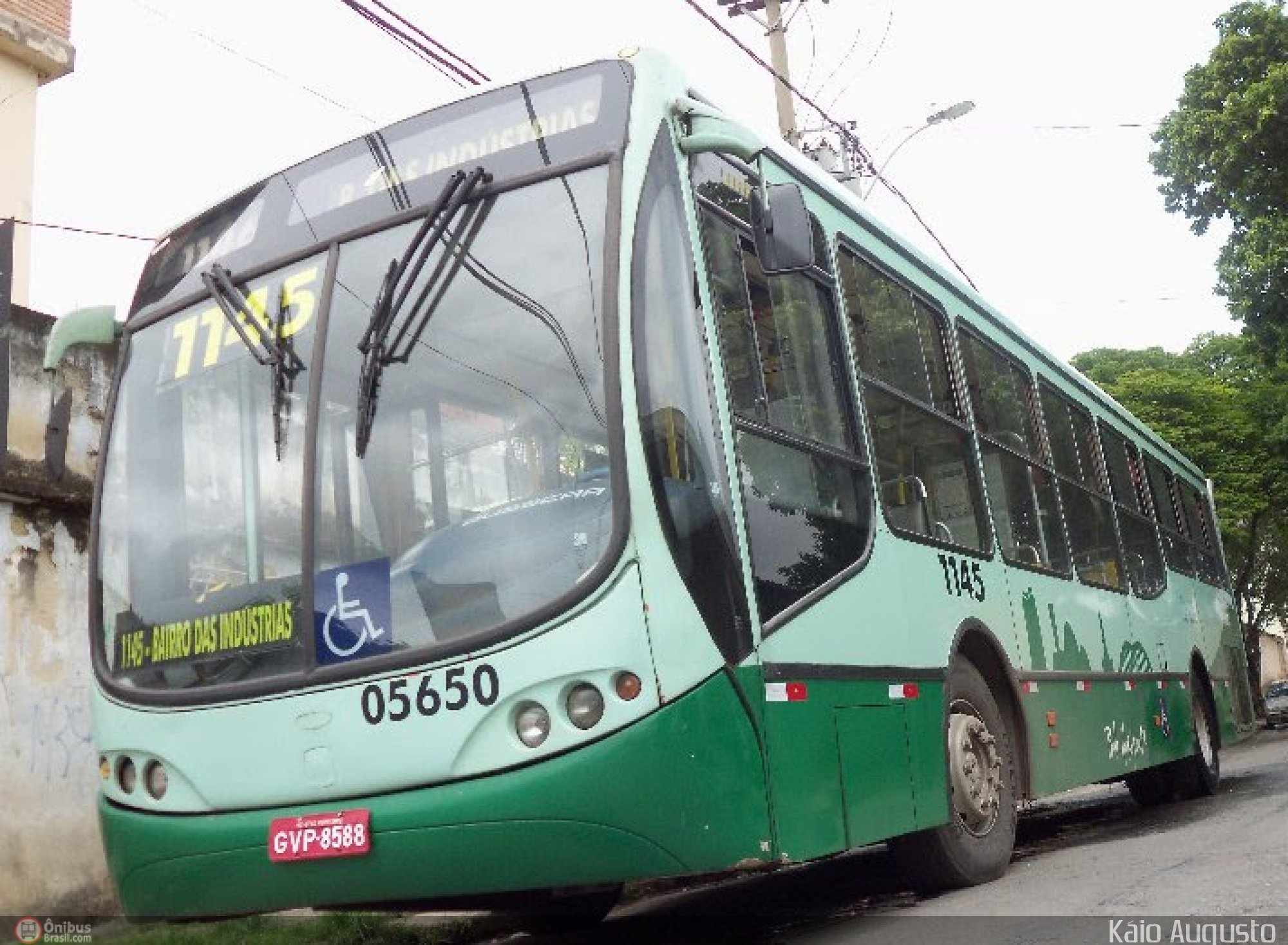
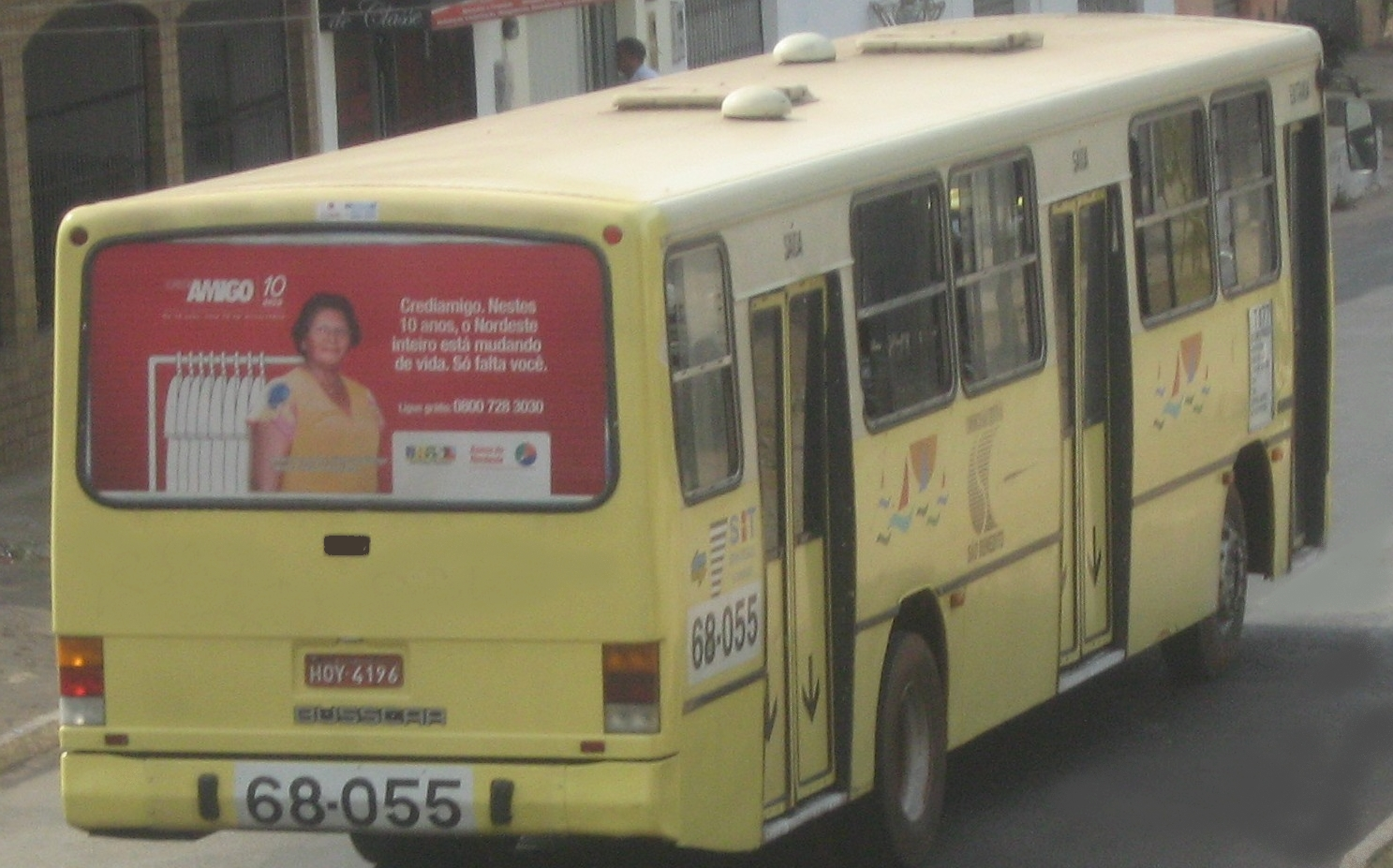
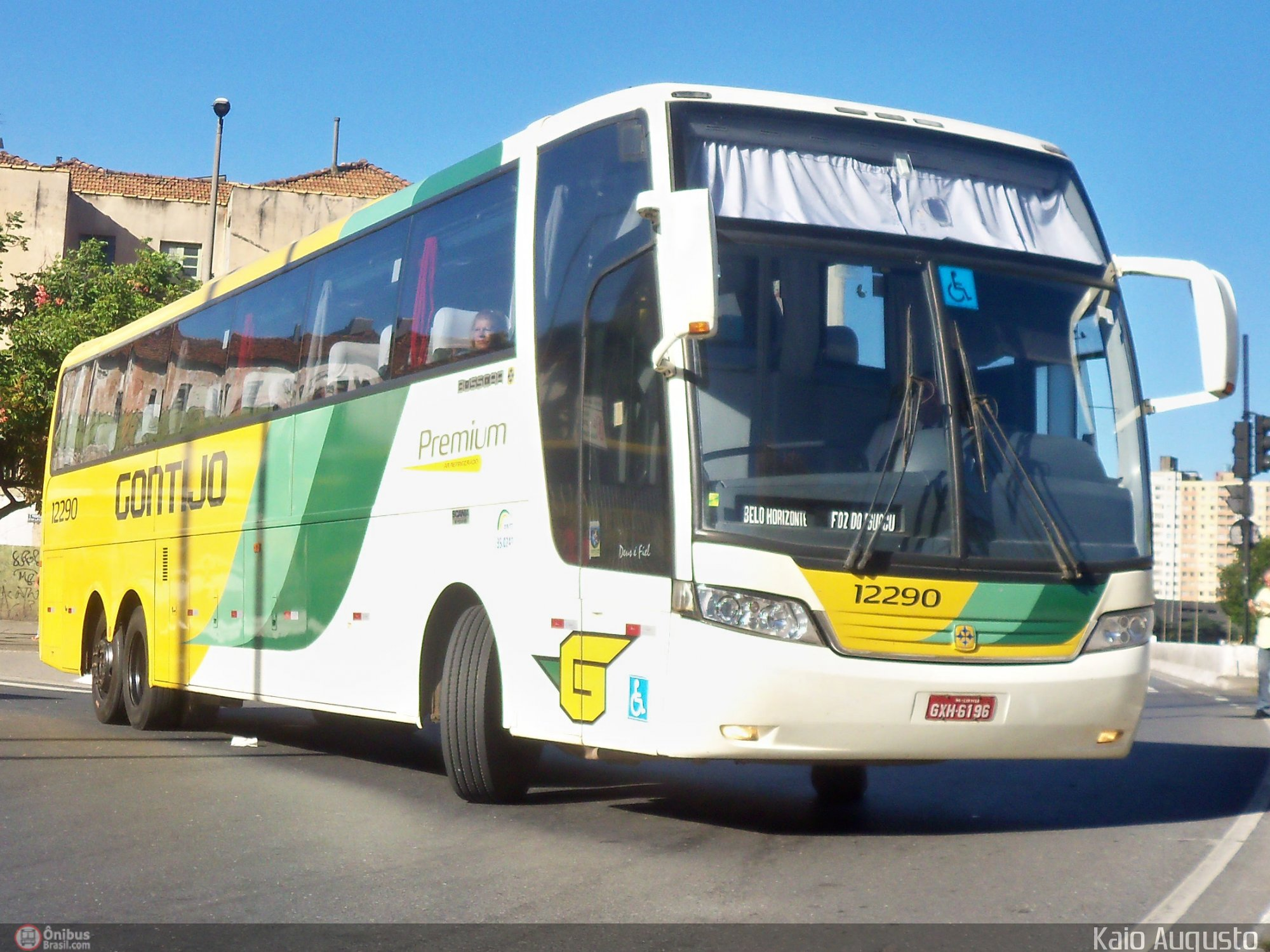
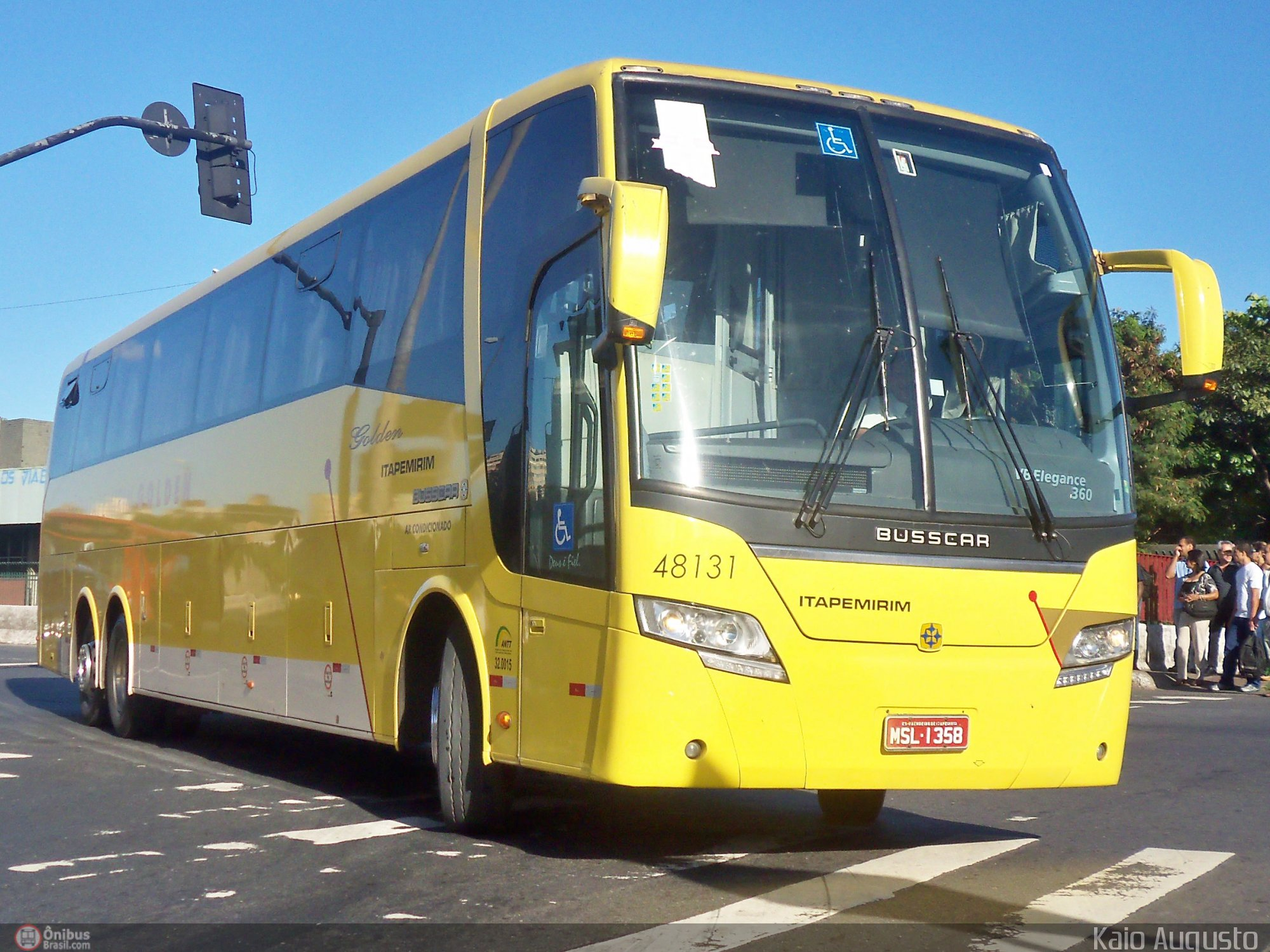
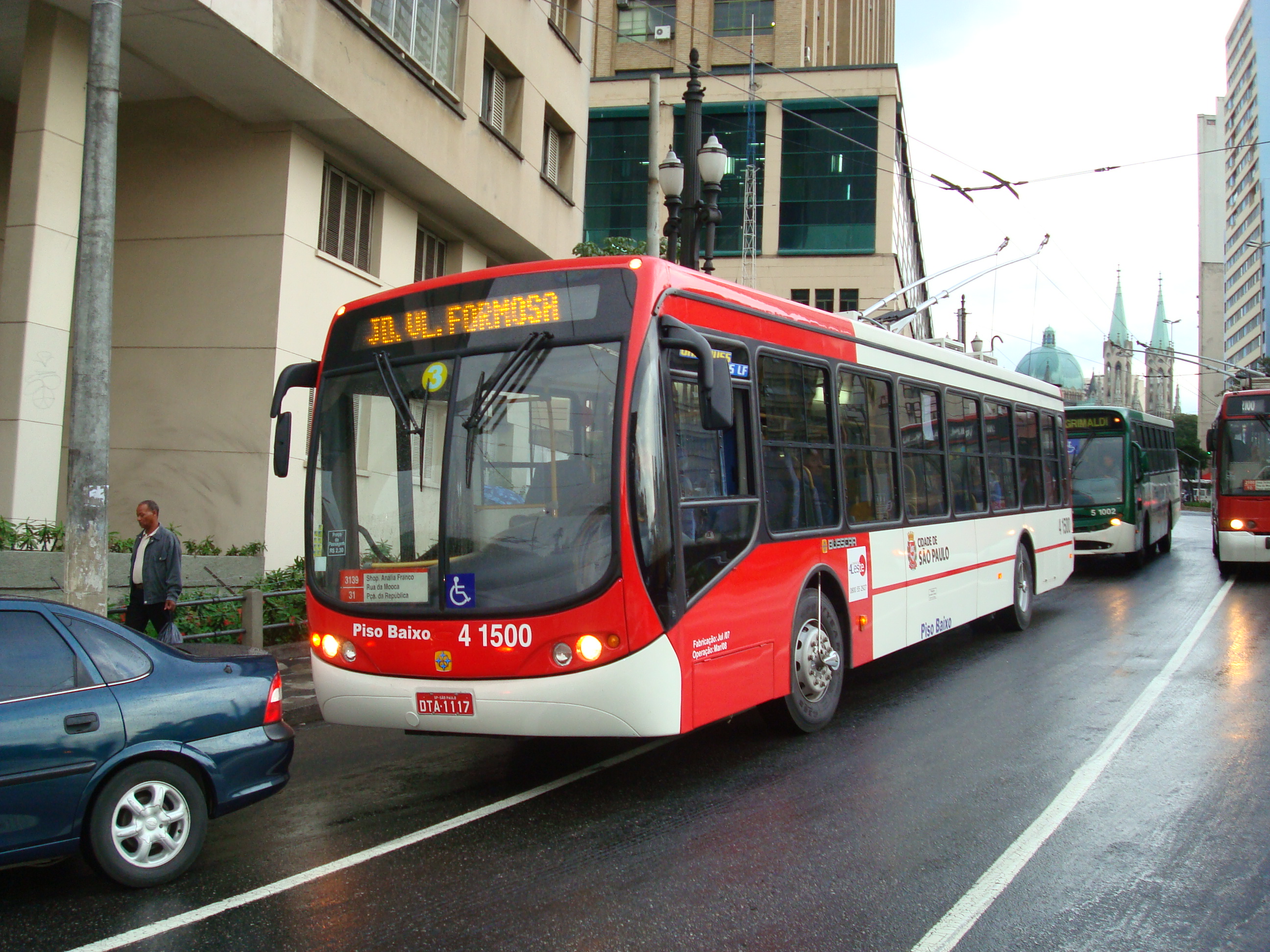
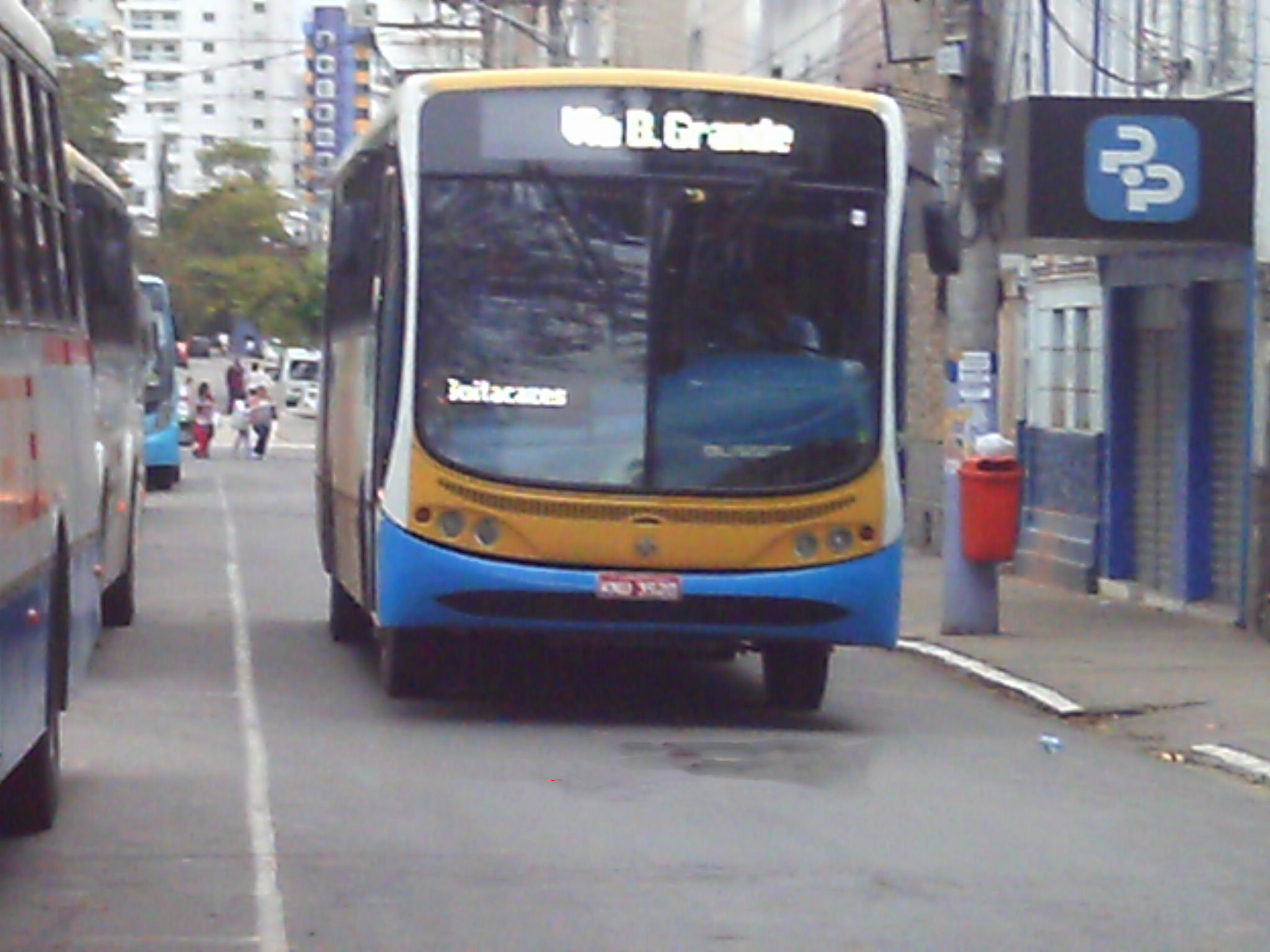
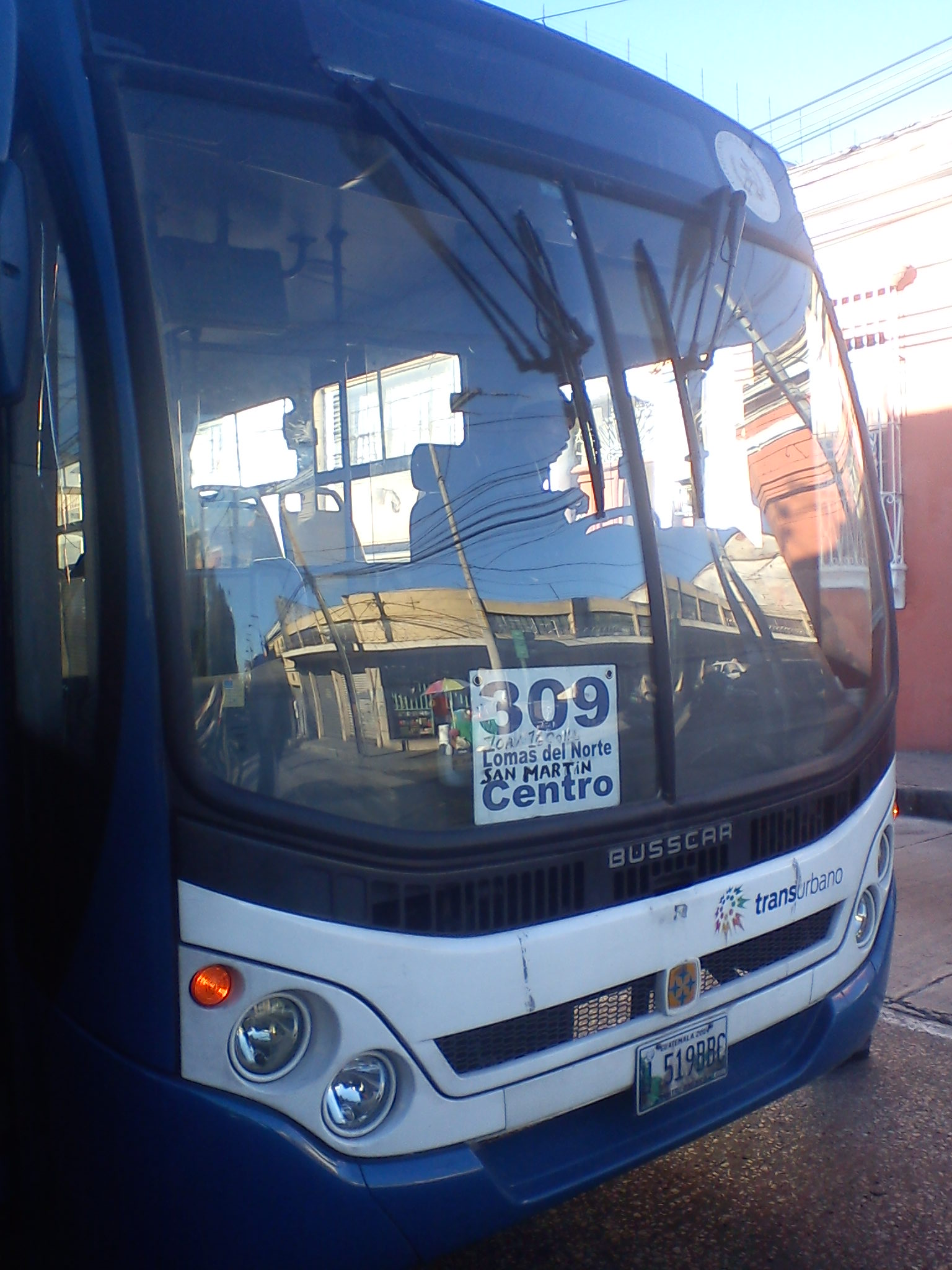
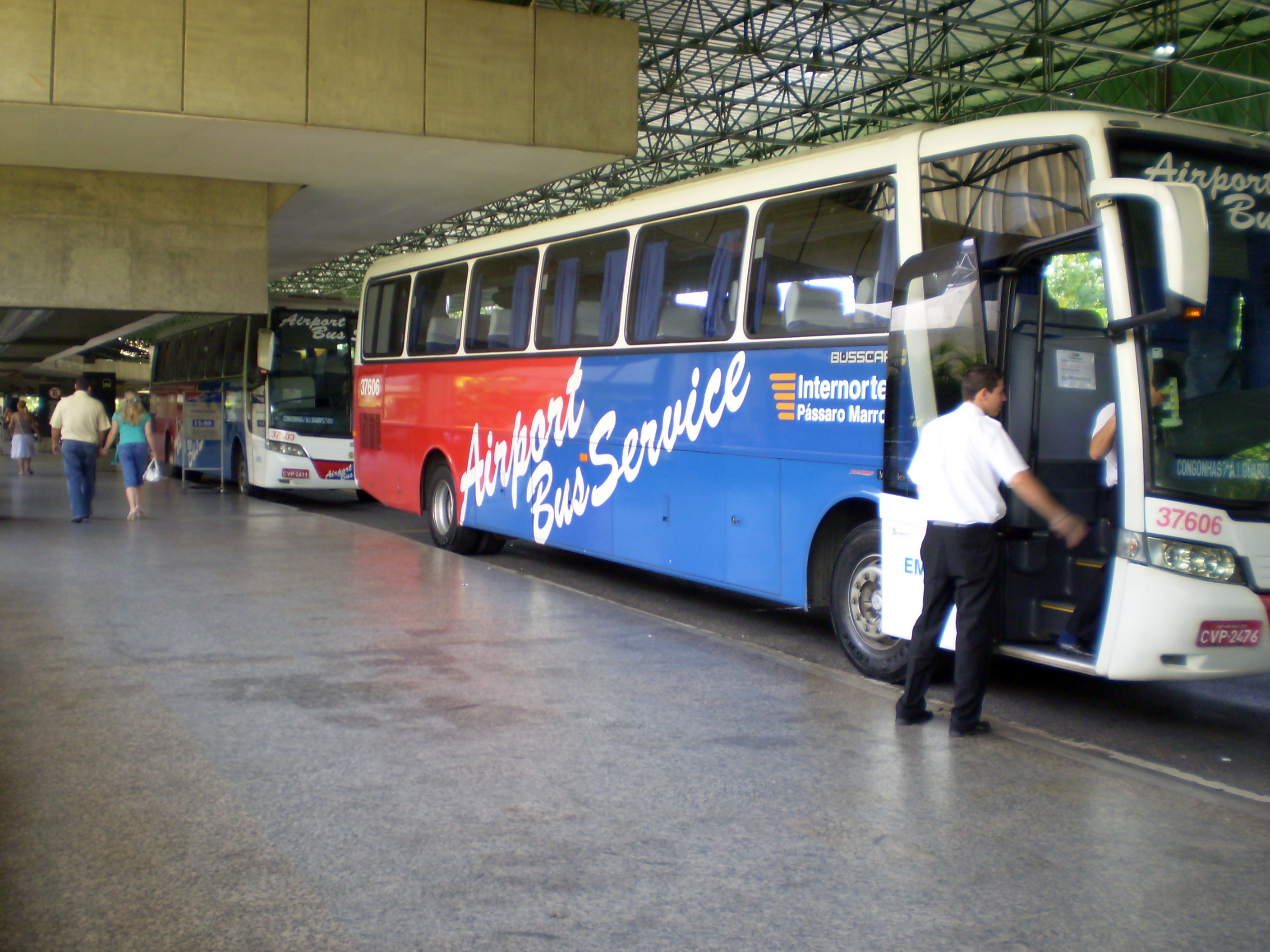
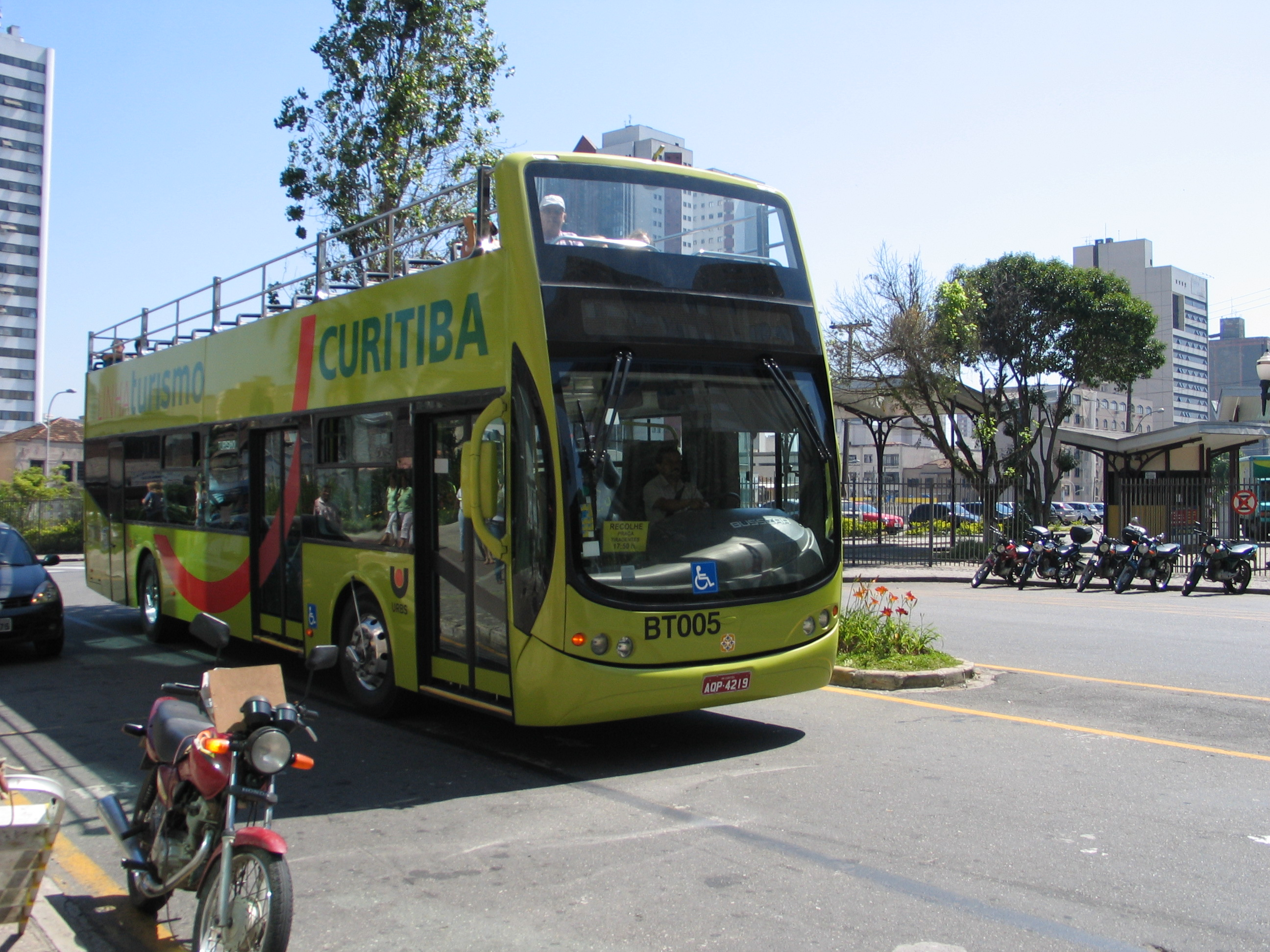
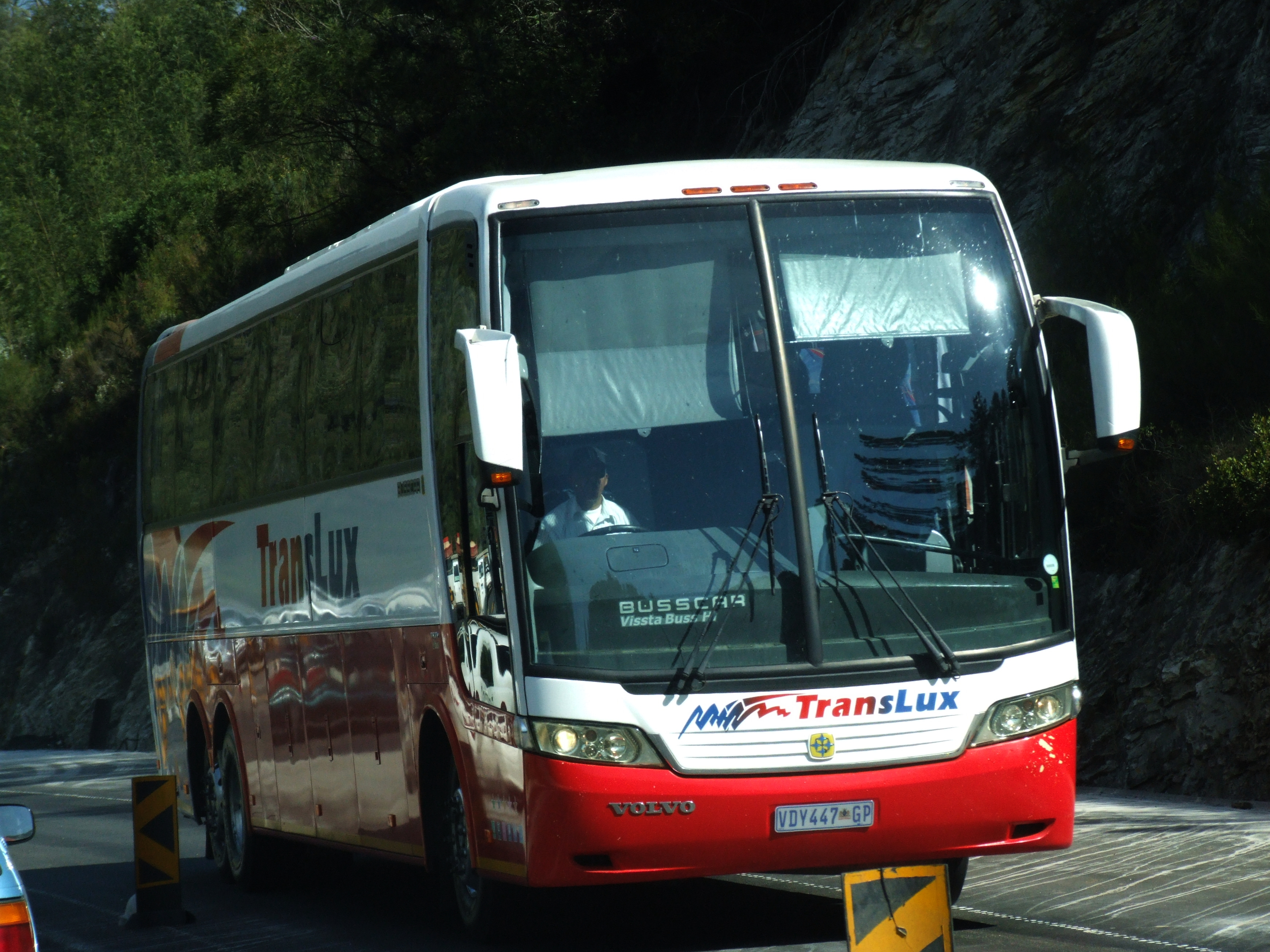
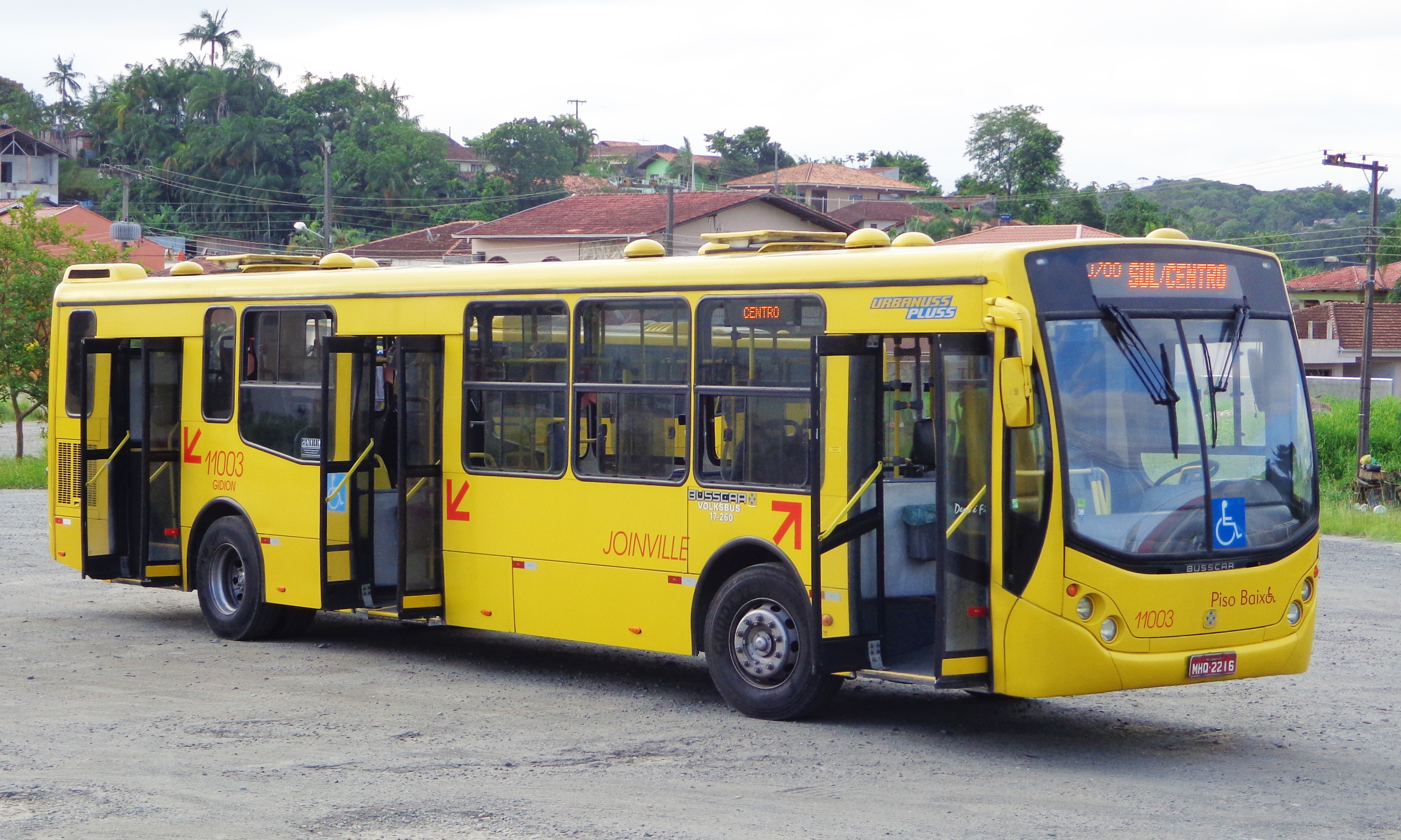